# Enrique IV conde de Holstein
Enrique IV de Holstein (1397 – f. 28 de mayo de 1427) conde de Holstein-Rendsburg y duque de Schleswig de 1404 hasta su muerte en 1427.

## Vida
Enrique era hijo de Gerardo VI de Holstein y Catherine Elisabeth de Brunswick-Lüneburg. Su padre murió el 4 de agosto de 1404 en una batalla, durante un intento de conquistar Dithmarschen. Enrique tenía solo siete años, tomando su madre su tutela y su tío Enrique III la regencia.
Desde 1408, Enrique III estuvo en guerra contra Dinamarca,  en disputa sobre el Ducado de Schleswig. Enrique III reclamó el ducado como legítimo vasallo heredero, pero Margarita I de Dinamarca y luego Erico de Pomerania quisieron el ducado para ellos. En 1413, al cumplir los 16 años, Enrique IV recuperó la regencia y junto con sus hermanos más jóvenes, Adolfo VIII y Gerardo VII, continuó la guerra contra Dinamarca.  En 1417, se estableció un alto el fuego gracias a la mediación de la ciudad de Lübeck.  Pero en 1423, la guerra continuó.
El 28 de junio de 1424 en Buda, el emperador Segismundo de Luxemburgo  dictó a favor de los daneses. Pero esto no acabó las hostilidades. Enrique IV apeló al Papa Martin V para que sobreseyera la decisión del emperador. Pero esta apelación fue infructuosa.  En 1426, las tropas danesas ocuparon los alrededores de las ciudades de Schleswig y Flensburg. Enrique IV intentó obtener la ayuda de las ciudades Hanseáticas en Saxony, del Frisians en Eiderstedt e incluso de los Hermanos de las vituallas.
Durante la guerra danés-Holstein-Hanseatic Enrique IV murió el 28 de mayo de 1427, durante el asedio de Flensburg.  Está enterrado en la iglesia de St. Lawrence en Itzehoe.

## Legado
Durante la regla de Henry cuando Duque de Schleswig, representantes del Del norte Frisian los centenares reunieron el 17 de junio de 1426 en la isla de Föhr para grabar Frisian ley en el Siebenhardenbeliebung  Esto es la formulación preservada más vieja o Ley Frisia.

## Footnotes
1. ↑  Gesellschaft für Flensburger Stadtgeschichte (eds.
2. ↑  Palle Lauring: Geschichte Dänemarks, Wachholtz, Neumünster, 1964, p. 101.
3. ↑  Max Pappenheim: Die Siebenhardenbeliebung vom 17.
4. ↑  See: Karl Jansen, 1880

- Datos: Q75055